# Alida van Daalen
Alida van Daalen (Rotterdam, 12 april 2002) is een atlete uit Nederland, die zich heeft toegelegd op het discuswerpen en kogelstoten. Zij is Europees kampioene kogelstoten en discuswerpen U23 en nam eenmaal deel aan de Olympische Spelen.

## Loopbaan
In 2017 op het Europees Olympisch Jeugdfestival in Győr behaalde ze een gouden en een zilveren medaille. 
In 2018 nam Van Daalen deel aan de Olympische Jeugdzomerspelen op het onderdeel discuswerpen. Dit was verdeeld over twee aparte wedstrijden, die drie dagen na elkaar plaatsvonden. De resultaten vielen tegen door een rugblessure die ze voor de spelen opliep bij tv-opnames voor het Jeugdjournaal. Van Daalen werd in de eerste wedstrijd met 47,33 m achtste en in de tweede met 53,07 m derde. Dit leverde haar een totaalscore op van 100,40 m en in het totaalklassement een vierde plaats. Ook op de Nederlandse kampioenschappen pakte ze dat jaar een vierde plaats, als zestienjarige bij de senioren.
In 2019 werd Van Daalen Europees jeugdkampioene U20 bij het discuswerpen.
In 2021 nam ze weer deel aan het EK U20, op de onderdelen discuswerpen en kogelstoten en op beide onderdelen behaalde ze in 2021 de zilveren medaille.
In 2023 bereikte Van Daalen een hoogtepunt in haar atletiekloopbaan. Op de EK U23 in het Finse Espoo won zij zowel het kogelstoten als het discuswerpen. Op het eerste onderdeel kwam zij zelfs tot een afstand van 18,32, een beste Europese U23-prestatie. Hiermee 'verdiende' zij tevens haar uitzending naar de wereldkampioenschappen in Boedapest.
In april 2024 verbeterde Van Daalen haar persoonlijke record met ruim zes meter tot 66,31 m. Daarmee plaatste ze zich net als Jorinde van Klinken voor de Olympische Spelen in Parijs. Ze passeerde de limiet van 64,50 m in de Amerikaanse plaats Ramona, waar een week eerder het wereldrecord bij de mannen werd verbroken door Mykolas Alekna. Van Daalen verbrak niet alleen het familierecord, maar haar worp was ook goed voor een tweede Nederlandse plaats aller tijden, achter Van Klinken. Ze verbleef in Amerika, omdat ze studeerde en trainde aan de Universiteit van Florida.

## Privé
Van Daalen is de dochter van tienvoudig Nederlands kampioene discuswerpen Jacqueline Goormachtigh. Ze woonde als kind in Suriname, en heeft de huidziekte vitiligo.

## Kampioenschappen

### Internationale kampioenschappen
| Onderdeel    | Titel                  | Jaar |
| ------------ | ---------------------- | ---- |
| kogelstoten  | Europees kampioene U23 | 2023 |
| discuswerpen | Europees kampioene U20 | 2019 |
| discuswerpen | Europees kampioene U23 | 2023 |

### Nederlandse kampioenschappen
Outdoor
| Onderdeel    | Jaar |
| ------------ | ---- |
| discuswerpen | 2022 |

## Persoonlijke records
Outdoor
| Onderdeel    | Prestatie | Datum         | Plaats |
| ------------ | --------- | ------------- | ------ |
| kogelstoten  | 18,32 m   | 13 juli 2023  | Espoo  |
| discuswerpen | 66,31 m   | 21 april 2024 | Ramona |

Indoor
| Onderdeel   | Prestatie | Datum            | Plaats       |
| ----------- | --------- | ---------------- | ------------ |
| kogelstoten | 18,66 m   | 25 februari 2023 | Fayetteville |

## Palmares

### kogelstoten
- 2017:  EJOF te Györ – 16,23 m (kogel 3kg)
- 2018:  EK U18 te Györ – 17,08 m (kogel 3kg)
- 2021:  EK U20 te Tallinn – 16,56 m
- 2022:  NK indoor – 15,72 m
- 2022:  Ter Specke Bokaal te Lisse – 15,59 m
- 2022:  NK – 16,01 m
- 2023: 4e NCAA-indoorkamp. te Albuquerque – 18,05 m
- 2023: 4e NCAA-kamp. – 18,20 m
- 2023:  EK U23 in Espoo - 18,32 m
- 2023:  NK - 18,11 m
- 2023: 9e in kwal. WK - 17,93 m
- 2024: 4e NK - 17,53 m
- 2024: 13e in kwal. OS - 16,53 m
- 2025: 9e NCAA-kamp. in Eugene - 17,26 m
- 2025:  NK - 17,37 m

### discuswerpen
- 2017:  EJOF – 48,82 m
- 2018:  EK U18 – 52,93 m
- 2019:  EK U20 te Borås – 55,92 m
- 2019:  NK – 55,19 m
- 2020:  NK – 54,74 m
- 2021:  EK U20 te Borås – 55,63 m
- 2021:  NK – 57,08 m
- 2022:  Ter Specke Bokaal – 56,20 m
- 2022:  Gouden Spike – 56,75 m
- 2022:  NK – 54,15 m
- 2023:  NCAA-kamp. – 59,96 m
- 2023:  EK U23 in Espoo - 56,77 m
- 2023:  NK - 59,93 m
- 2024:  NK - 63,54 m
- 2024: 10e in kwal. OS - 62,19 m
- 2025:  NCAA-kamp. - 64,94 m
- 2025:  NK - 62,83 m

Diamond League-resultaten
- 2024:  Meeting de Paris - 65,78 m

- World Athletics: 14735462